# 克拉克大分类法

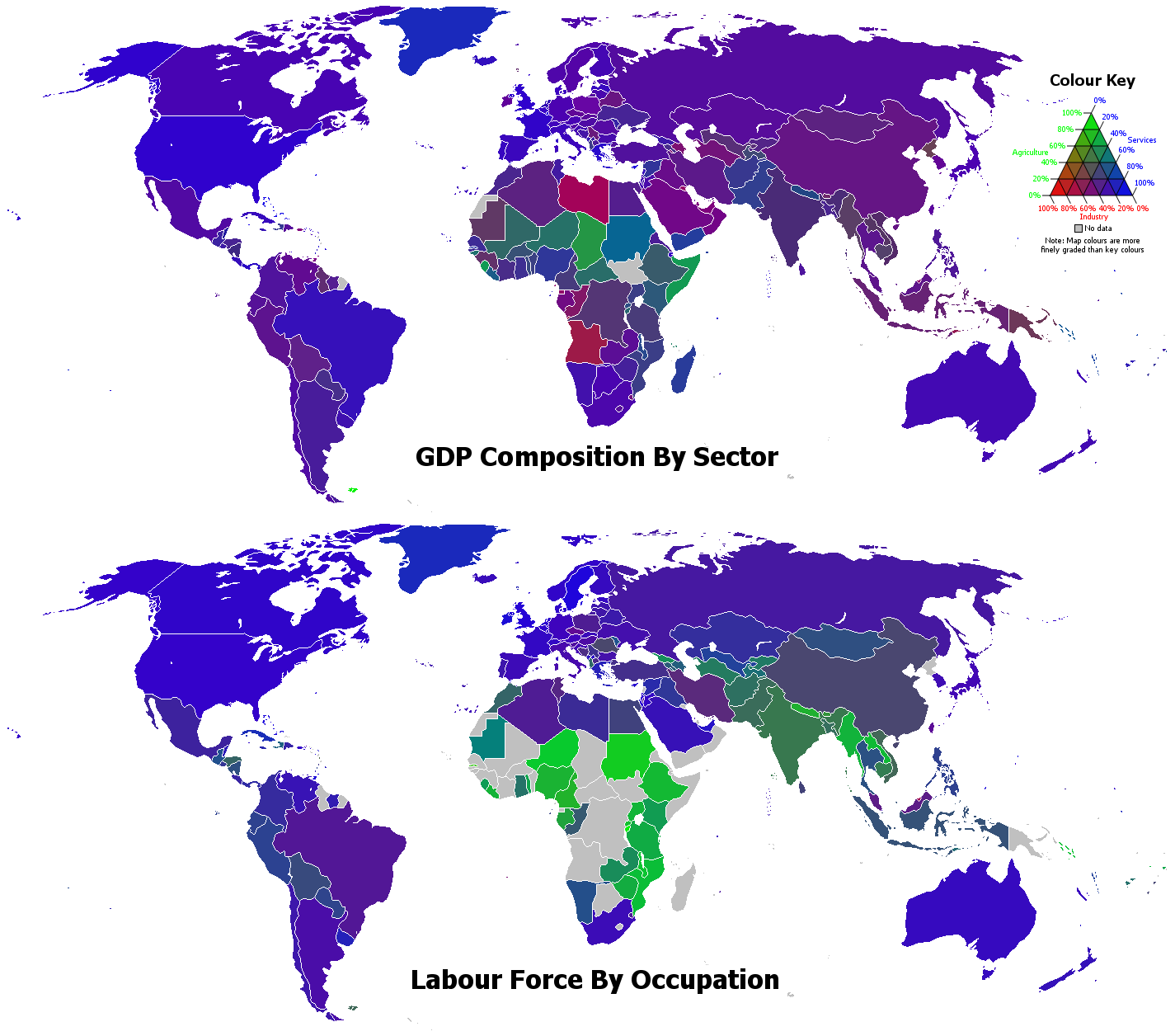
各國三類產業分佈概況與GDP關聯圖

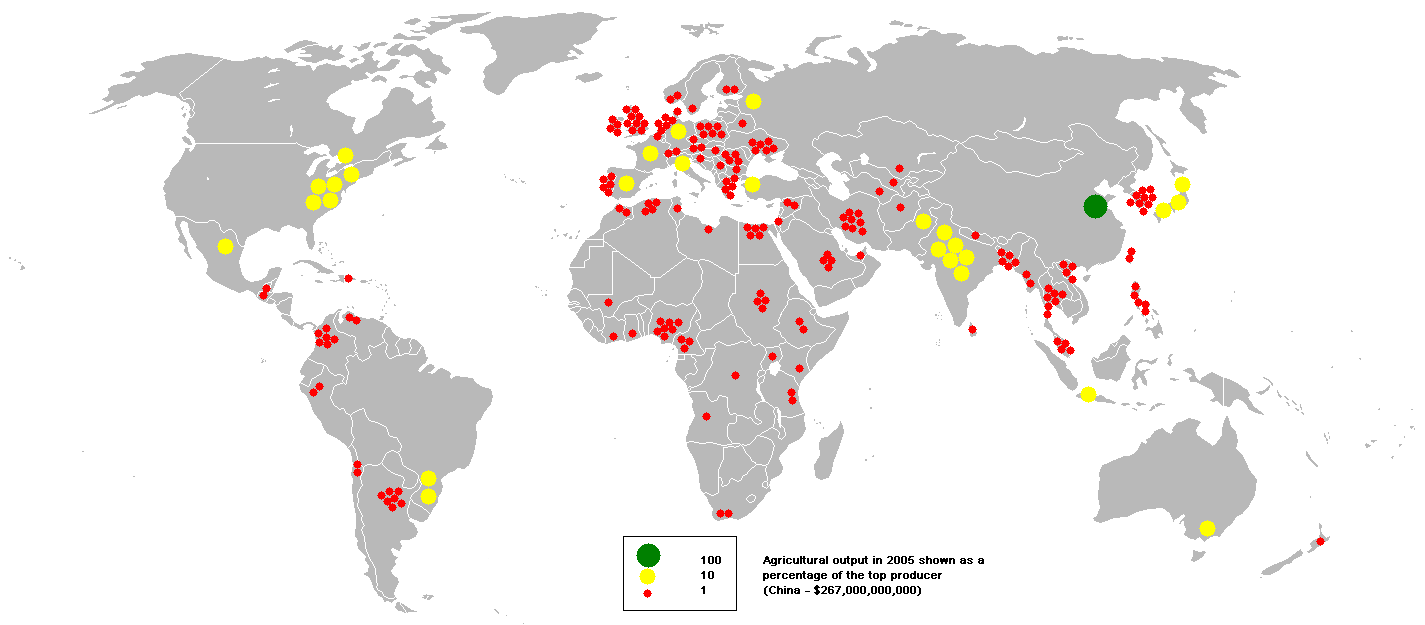
2005年農業生產總值

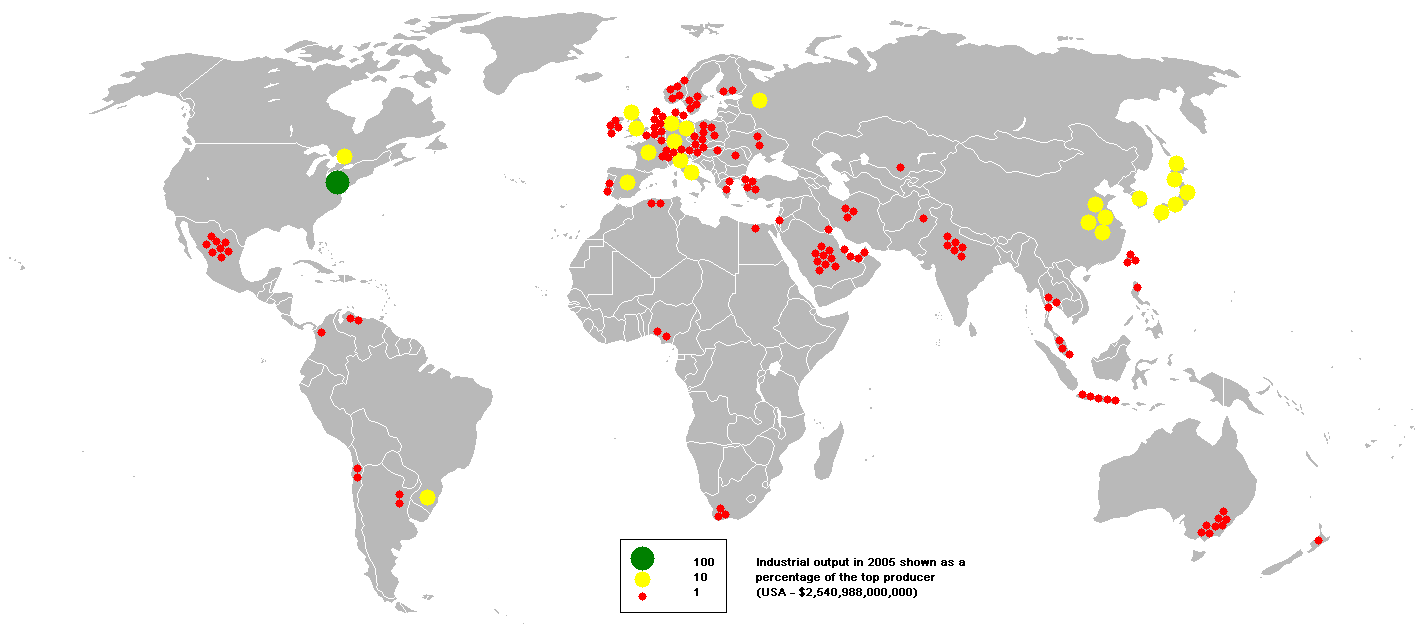
2005年工業生產總值

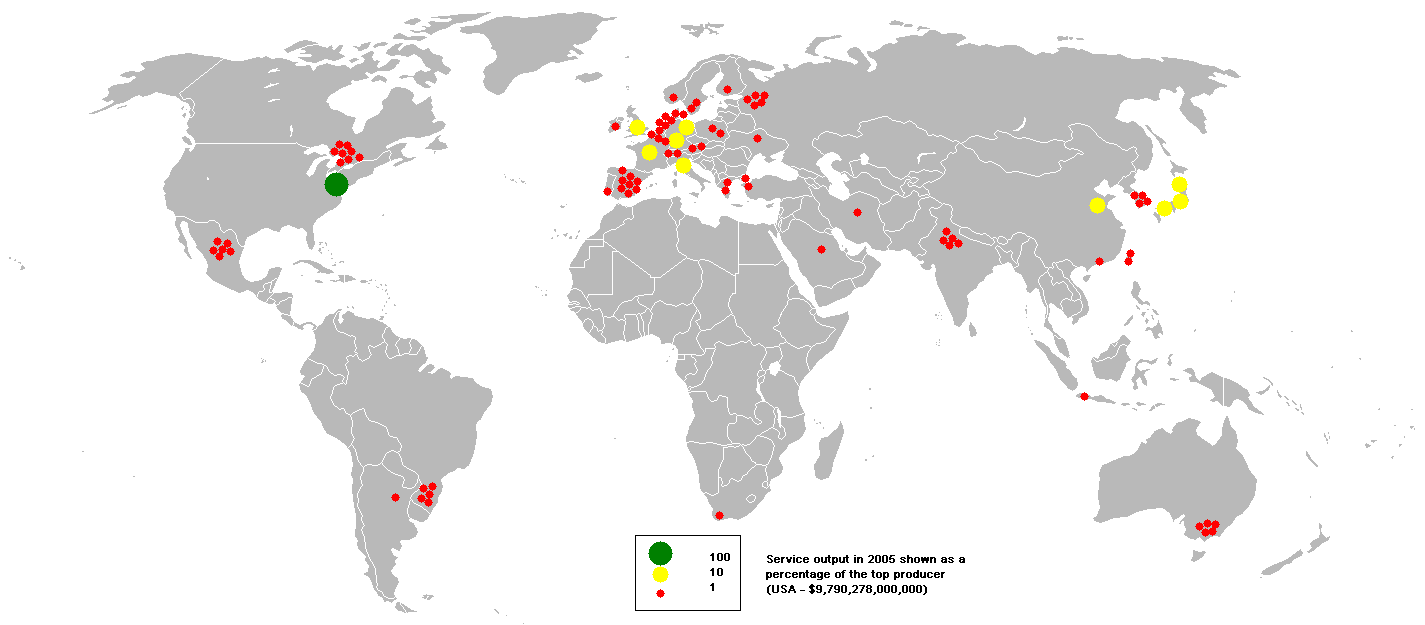
2005年服務業生產總值

三次產業分類法，又稱克拉克產業分類法、克拉克大分類法、三級產業分類法、配第克拉克定理等。為經濟學中產業研究的一種重要的分類方法。它是一門有關經濟學中經濟發展時就業人口分布成三類結構與其變化的定理。
為了滿足不同的產業研究及分析的需要，英國經濟學家克拉克‧格蘭特‧科林依據同質分類的方法把全國經濟的各種產業劃分為三個類別，包括：
第一產業—指直接從自然界中獲取產品的行業，如農業、漁業、採礦業等；
第二產業—指對第一產業的產品或第二產業的半製成品進行加工的行業，如工業、建築業等；
第三產業—指生產物質產品以外的行業，如金融業、物流業、餐飲業等。
這種分類方法受到世界各地的重視，在各國成為國民經濟結構研究中採用的產業分類方法。它豐富了產業經濟的理論，在實際上的運用也有顯著的成效。

## 由來
“三次產業分類法”是由一位英國的經濟學家阿‧费希尔首先於1935年在《安全與進步的衝突》一書中首次提出。及後，克拉克特別計算了20個國家的各產業部門，其勞動收入與生產貨物和服務的價值總和之時間序列數據後，得出了三級產業分類的結論，因此命名為克拉克產業分類法，並於1940年出版了運用三次產業分類法作經濟研究的著名經濟學著作——《經濟進步的條件》，讓三次產業分類法得以推廣。